# Bee Gees’ 1st
Bee Gees’ 1st, oder einfach 1st, ist das dritte, international jedoch erste Musikalbum der Bee Gees.

## Produktion
Das internationale Debüt der Bee Gees wurde im März und April 1967, zwei Monate nach der Ankunft der Band in England, in den Londoner IBC Studios eingespielt. Im April erschien die vorab veröffentlichte Single „New York Mining Disaster 1941“, die es in den deutschen Singlecharts bis auf Platz 10 schaffte. Produzent Robert Stigwood engagierte Bill Shepherd, der bereits in Australien mit den Bee Gees gearbeitet hatte, als Arrangeur und vervollständigte die Band mit Gitarrist Vince Melouney und Schlagzeuger Colin Petersen, beide auch Australier.
Das Album erschien im Juli 1967, einen Monat nachdem die zweite Single, „To Love Somebody“ (Deutschland Nr. 19), als Single ausgekoppelt worden war. Das Album selbst erreichte in den deutschen Albumcharts Platz 4.
Bis auf „I Can’t See Nobody“, das bereits 1966 in Australien komponiert wurde, stammen sämtliche Kompositionen aus dem Jahr 1967.
Das Cover-Artwork wurde von Klaus Voormann entworfen.

## Trackliste
- A1. Turn of the Century (Barry & Robin Gibb)
- A2. Holiday (Barry & Robin Gibb)
- A3. Red Chair Fade Away (Barry & Robin Gibb)
- A4. One Minute Woman (Barry & Robin Gibb)
- A5. In My Own Time (Barry & Robin Gibb)
- A6. Every Christian Lion Hearted Man Will Show You (Barry, Robin & Maurice Gibb)
- A7. Craise Finton Kirk Royal Academy of Arts (Barry & Robin Gibb)
- B1. New York Mining Disaster 1941 (Barry & Robin Gibb)
- B2. Cucumber Castle (Barry & Robin Gibb)
- B3. To Love Somebody (Barry & Robin Gibb)
- B4. I Close My Eyes (Barry, Robin & Maurice Gibb)
- B5. I Can’t See Nobody (Barry & Robin Gibb)
- B6. Please Read Me (Barry & Robin Gibb)
- B7. Close Another Door (Barry, Robin & Maurice Gibb)

### Bonustracks (2006)
- Turn Of The Century (early version) (Barry & Robin Gibb)
- One Minute Woman (early version) (Barry & Robin Gibb)
- Gilbert Green (Barry, Robin & Maurice Gibb)
- New York Mining Disaster 1941 (version 1) (Barry & Robin Gibb)
- House Of Lords (Barry, Robin & Maurice Gibb)
- Cucumber Castle (early version) (Barry & Robin Gibb)
- Harry Braff (early alternative version) (Barry, Robin & Maurice Gibb)
- I Close My Eyes (early version) (Barry, Robin & Maurice Gibb)
- I’ve Got To Learn (Barry, Robin & Maurice Gibb)
- I Can’t See Nobody (alternative take) (Barry & Robin Gibb)
- All Around My Clock (Barry, Robin & Maurice Gibb)
- Mr. Wallor’s Wailing Wall (Barry & Robin Gibb)
- Craise Finton Kirk Royal Academy Of Arts (alternative take) (Barry & Robin Gibb)
- New York Mining Desaster 1941 (version 2) (Barry & Robin Gibb)

## Ausgaben
Das Album erschien 1967 weltweit bei Polydor, in den USA jedoch auf Atco, einem Sublabel von Atlantic Records. 1975 wurde es von RSO Records wiederveröffentlicht. 1983 erschien das Album erstmals auf Compact Disc.
2006 war »Bee Gees’ 1st« Teil des Box-sets »The Studio Albums 1967–1968«.
- 1967 Polydor 184 089 (LP, Stereo)
- 1975 RSO 2479 133 (LP, Stereo)
- 1983 RSO 825 220-2 (CD, Stereo)
- 2004 Polydor 825 220-2 (CD, Stereo)
- 2006 Rhino/Reprise 74117-2 (3x2CD, Mono/Stereo The Studio Albums 1967–1968)
- 2007 Rhino/Reprise RHI1 74872 (3x2LP, Stereo The Studio Albums 1967–1968)
- 2007 Rhino/Reprise 74766-2 (2CD, Mono/Stereo)

Während das Album in Deutschland 1967 nur in einem Stereomix erschien, wurden für den englischen und den amerikanischen Markt auch Monomixe hergestellt und veröffentlicht. Diese waren 2006 Teil des CD-Boxsets »The Studio Albums 1967–1968«.

## Rezeption
Bis heute bleibt dieses Album das mit den meisten Klassikern. Mehr als die Hälfte der Songs wurden unzählige Male von Musikern aller Genres eingespielt, allen voran „To Love Somebody“, das ursprünglich für Otis Redding komponiert wurde, von diesem aber nicht mehr aufgenommen werden konnte. 1969 veröffentlichte Nina Simone den Song auf ihrem gleichnamigen Album, gemeinsam mit „I Can’t See Nobody“. Schon 1968 gehörten zu ihrem Live-Repertoire „Please Read Me“ und „In The Morning“, eine Barry-Gibb-Komposition von 1966. Die bekanntesten zeitnahen Versionen stammen von Janis Joplin, Eric Burdon & The Animals, Gary Puckett & The Union Gap, P.P. Arnold, Lulu, The Chambers Brothers und James Carr. Später kamen Musiker wie Hank Williams, Jr., Narvel Felts, Bill Fredericks, Roberta Flack, Jimmy Somerville, Michael Bolton, Michael Bublé und auch Gallon Trunk hinzu.
„New York Mining Disaster 1941“ wurde 1969 von Ashton, Gardner & Dyke für deren Debütalbum eingespielt, und im selben Jahr nahm die britische Rockband Velvett Fogg eine Version des Songs auf.
„Craise Finton Kirk Royal Academy Of Arts“ war schon 1967 in England ein kleiner Hit für den australischen Sänger Johnny Young, der auch „Every Christian Lion Hearted Man Will Show You“ aufnahm, ebenso wie die Punkrocker Alice Donut 1996 oder 2005 die US-Band Goon Moon um Chris Goss. Außerdem befand sich der Song lange Jahre im Live-Repertoire der Flaming Lips.
Außer von Nina Simone gab es von „I Can’t See Nobody“ Versionen von Virginia Vee, Mitch Ryder und Joe Simon, und von „Please Read Me“ von Chris Price und den Fastbacks.

## Bibliografie
The Essential Rock Discography von Martin C. Strong, Canongate Books, 2006, ISBN 978-1-84195-985-6.